# サン・セコンド・パルメンセ
サン・セコンド・パルメンセ（伊: San Secondo Parmense）は、イタリア共和国エミリア＝ロマーニャ州パルマ県にある、人口約5,800人の基礎自治体（コムーネ）。

## 地理

### 位置・広がり

#### 隣接コムーネ
隣接するコムーネは以下の通り。
- フォンタネッラート
- ロッカビアンカ
- シッサ・トレカザーリ
- ソラーニャ

### 気候分類・地震分類
サン・セコンド・パルメンセにおけるイタリアの気候分類 (it) および度日は、zona E, 2506 GGである。
また、イタリアの地震リスク階級 (it) では、zona 3 (sismicità bassa) に分類される。

## 行政

### 分離集落
サン・セコンド・パルメンセには、以下の分離集落（フラツィオーネ）がある。
- Case Pizzo, Castell'Aicardi, Copezzato, Corticelli, Martorano, Pavarara, Ronchetti, Valle, Villa Baroni